# Грессоне-Ла-Трините
Грессоне́-Ла-Трините́ (фр. Gressoney-La-Trinité) — коммуна в Италии, располагается в автономном регионе Валле-д’Аоста.
Население составляет 304 человека (2008 г.), плотность населения составляет 5 чел./км². Занимает площадь 65 км². Почтовый индекс — 11020. Телефонный код — 0125.
Покровителем населённого пункта считается Франциск Ксаверий.

## Демография
Динамика населения: